# Jürgen Unger
Jürgen Unger (* 5. Februar 1964; † 19. März 2017) war ein deutscher Basketballschiedsrichter.

## Laufbahn
Der aus Sinsheim stammende Unger war von 1992 bis 2013 Schiedsrichter in der Basketball-Bundesliga. Anschließend diente er als Technischer Kommissar. Zudem war er als Funktionär tätig: als Schiedsrichter-Ansetzer, als Staffelleiter; er war Vorsitzender der Schiedsrichter-Kommission im Basketball-Verband Baden-Württemberg (BBW) und BVBW-Vizepräsident sowie Mitglied im Schiedsrichterausschuss des Deutschen Basketball-Bundes.